# Vrtogoš
Vrtogoš es un pueblo ubicado en el territorio de Vranje, en el distrito de Pčinja, Serbia.

## Superficie
Posee una superficie de 21,30 kilómetros cuadrados.

## Demografía
Hasta 2011 la población era de 1175 habitantes, con una densidad de población de 55,15 habitantes por kilómetro cuadrado.